# Левантийский коридор
 

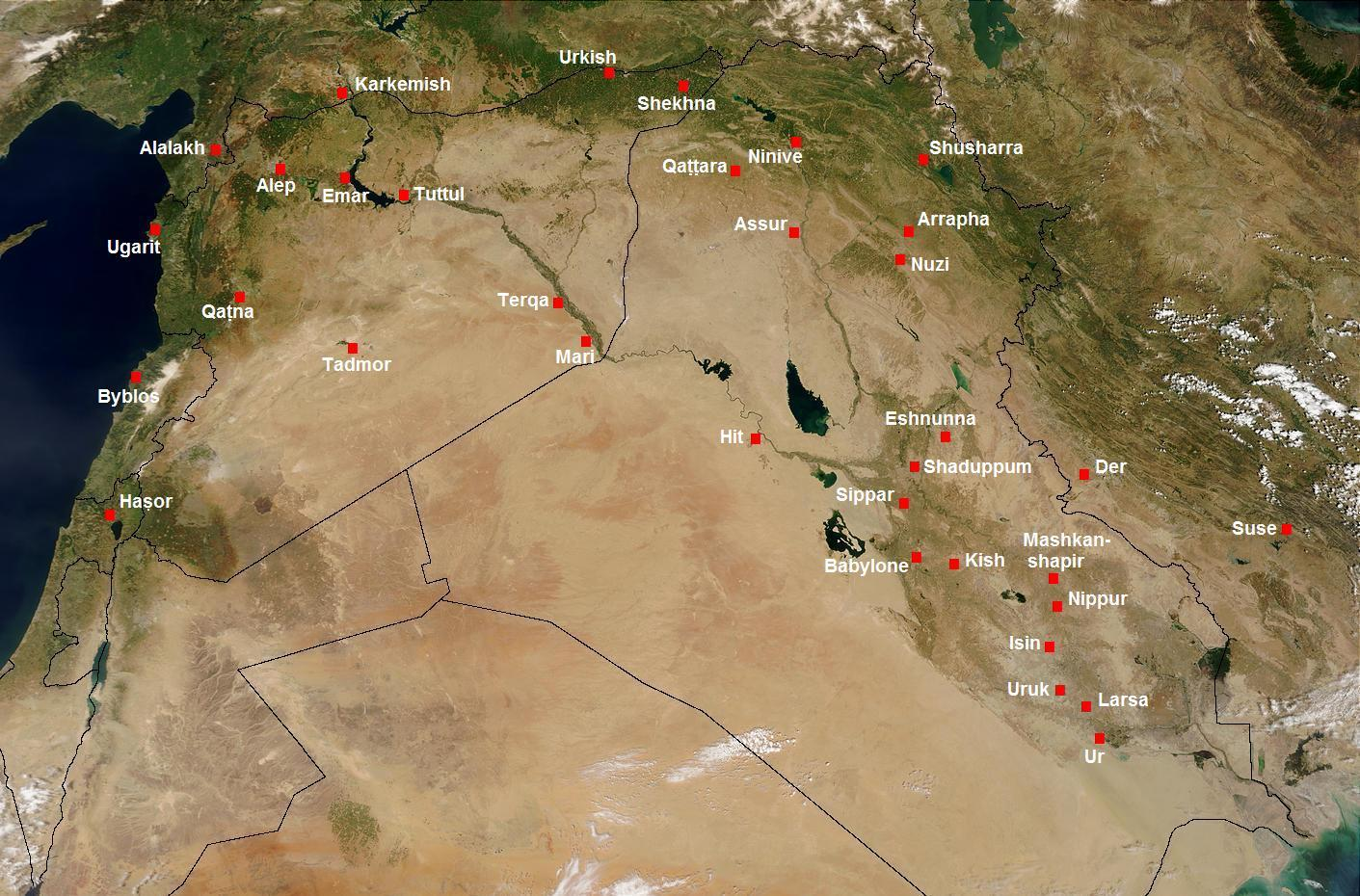
Плодородный полумесяц ; Левантийский коридор у моря

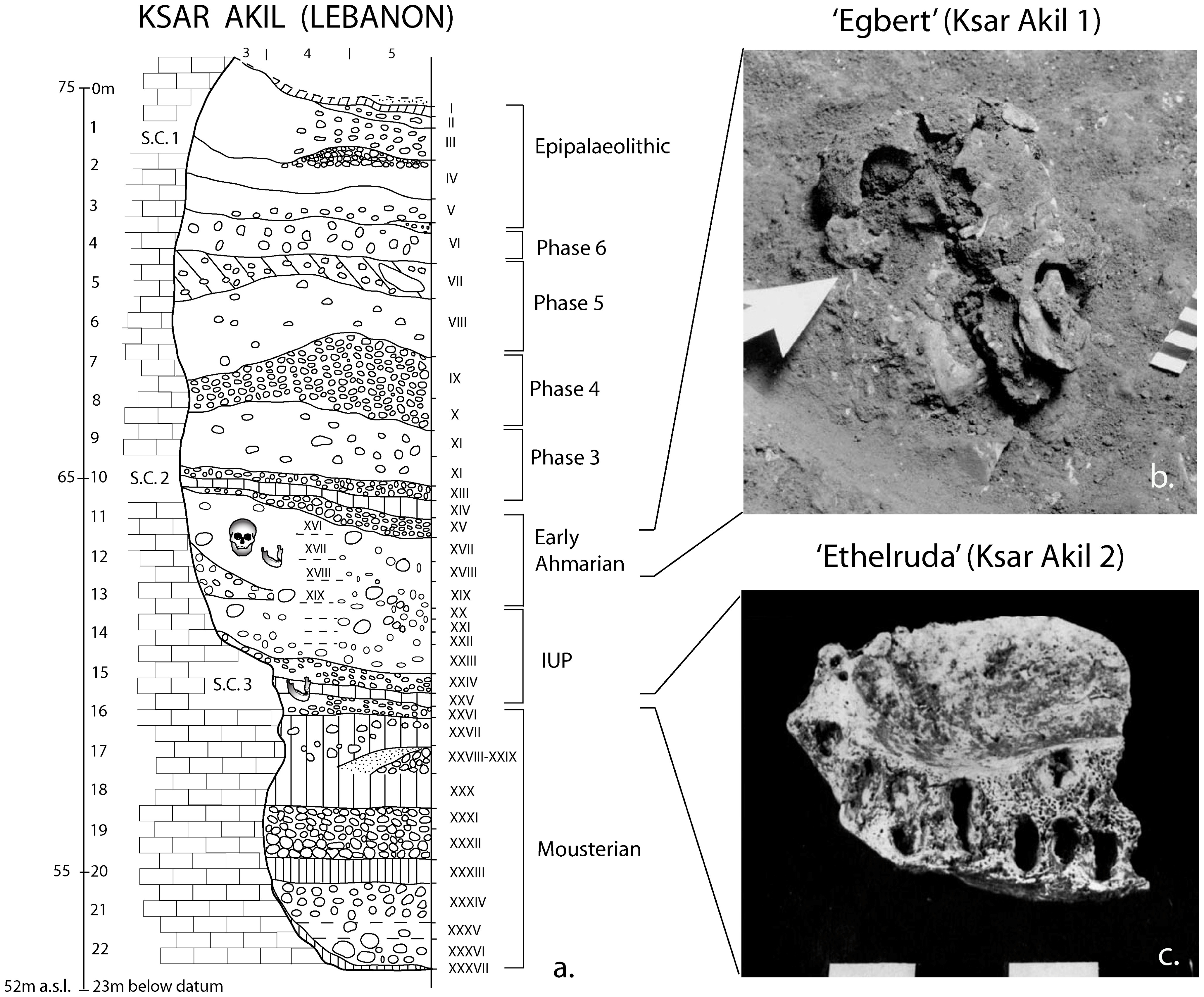
Последовательность слоев в Ксар-Акиле в левантийском коридоре и обнаружение двух окаменелостей Homo sapiens, датированных от 40 800 до 39 200 лет назад для «Эгберта» и 42 400–41 700 лет до нашей эры для «Этельруды»..

Левантийский коридор представляет собой относительно узкую полосу суши между Средиземным морем на северо-западе и пустынями на юго-востоке, соединяющую Африку с Евразией и  названный в честь Леванта. Этот коридор является сухопутным путем миграций животных между Евразией и Африкой. Ранние гоминины распространились из Африки в Евразию двумя путями:
- Левантийский коридор
- Африканский Рог [2].

## Расположение и география
Левантийский коридор — это западная часть Плодородного полумесяца. В  восточной части находится Месопотамия.

## Путь расселения растений
Ботаники считают, что растения распространялись через Левантийский коридор.

## Путь расселения людей
То, что  в периоды палеолита и мезолита Левантийский коридор был более важным для двунаправленных миграций людей между Африкой и Евразией, чем Африканский Рог, доказало распределение гаплогрупп Y-хромосомы и мтДНК.
Этот термин часто используется археологами как территория, включающая Кипр, на котором произошли важные события во время неолитической революции.
Первые оседлые деревни были основаны натуфийской культурой вокруг пресноводных источников и озер в левантийском коридоре. Ранние сапиенсы сначала попали в Левант, находились там в течение длительного времени, затем мигрировали в Азию. И только около 45 тысяч лет назад, когда в Европе климат стал более благоприятным, сапиенсы переселились туда.

## Рекомендации
1. 1 2  Higham, Thomas F. G. (11 сентября 2013). Chronology of Ksar Akil (Lebanon) and Implications for the Colonization of Europe by Anatomically Modern Humans. PLOS ONE (англ.). 8 (9): e72931. Bibcode:2013PLoSO...872931D. doi:10.1371/journal.pone.0072931. ISSN 1932-6203. PMID 24039825.{{cite journal}}:  Википедия:Обслуживание CS1 (не помеченный открытым DOI) (ссылка)
2. ↑  N. Goren-Inbar, John D. Speth (eds.), "Human Paleoecology in the Levantine Corridor". 1994, ISBN 1-84217-155-0 (book review Архивная копия от 16 июля 2011 на Wayback Machine)
3. ↑  Bar-Yosef O. Pleistocene connections between Africa and Southwest Asia: an archaeological perspective, African Archaeological Review, 1987, vol. 5, pp. 29–38.
4. ↑  J. R. Luis et al., "The Levant versus the Horn of Africa: Evidence for Bidirectional Corridors of Human Migrations" Архивировано {{{2}}}., American Journal of Human Genetics, 74: 532-544.
5. ↑  О митохондриальной Еве и генетическом разнообразии современного человечества. Дата обращения: 3 января 2023. Архивировано 20 апреля 2022 года.
6. ↑  Alan H. Simmons. The Neolithic Revolution in the Near East: Transforming the Human Landscape. — University of Arizona Press, 2011-04-15. — P. 33–. — ISBN 978-0-8165-2966-7.
7. ↑  Graeme Barker. Archaeology of Drylands: Living on the Margins. — Taylor & Francis, 2000-12-05. — P. 68–. — ISBN 978-0-415-23001-8.
8. ↑  Егор Антонов. Первые сапиенсы не торопились в Европу. Наука и жизнь (2 февраля 2015). Дата обращения: 15 февраля 2023. Архивировано 18 февраля 2023 года.